# Gabriel Iancu
Gabriel Iancu (Bucarest, 15 de abril de 1994) es un futbolista rumano que juega en la demarcación de delantero para el F. C. Farul Constanța de la Liga I.

## Selección nacional
Tras jugar con la selección de fútbol sub-17 de Rumania, la sub-19 y la sub-21, finalmente hizo su debut con la selección de fútbol de Rumania el 7 de septiembre de 2020 en un partido de la Liga de Naciones de la UEFA contra Austria que finalizó con un resultado de 2-3 a favor del combinado rumano tras los goles de Christoph Baumgartner y Karim Onisiwo para Austria, y de Denis Alibec, Dragoș Grigore y Alexandru Maxim para Rumania.

## Clubes
| Club                           | País    | Año       | Partidos | Goles |
| ------------------------------ | ------- | --------- | -------- | ----- |
| F. C. Viitorul Constanța       | Rumania | 2011-2012 | 30       | 10    |
| Steaua de Bucarest             | Rumania | 2013-2015 | 81       | 16    |
| Kardemir Karabükspor (cedido)  | Turquía | 2015-2016 | 7        | 2     |
| F. C. Viitorul Constanța       | Rumania | 2016-2017 | 29       | 6     |
| Bruk-Bet Termalica Nieciecza   | Polonia | 2017-2018 | 14       | 2     |
| F. C. Voluntari                | Rumania | 2018-2019 | 1        | 0     |
| F. C. Dunărea Călărași         | Rumania | 2019      | 13       | 2     |
| F. C. Viitorul Constanța       | Rumania | 2019-2021 | 40       | 24    |
| Ajmat Grozni                   | Rusia   | 2021-2022 | 14       | 2     |
| F. C. Farul Constanța (cedido) | Rumania | 2022      | 11       | 1     |
| Universitatea Craiova          | Rumania | 2022-2023 | 17       | 3     |
| F. C. Hermannstadt             | Rumania | 2023-2024 | 48       | 7     |
| F. C. Farul Constanța          | Rumania | 2024-     | 23       | 2     |

## Palmarés
| Título               | Club                     | País    | Año     |
| -------------------- | ------------------------ | ------- | ------- |
| Liga I               | Steaua de Bucarest       | Rumania | 2012-13 |
| Supercopa de Rumania | Steaua de Bucarest       | Rumania | 2013    |
| Liga I               | Steaua de Bucarest       | Rumania | 2013-14 |
| Cupa Ligii           | Steaua de Bucarest       | Rumania | 2014-15 |
| Liga I               | Steaua de Bucarest       | Rumania | 2014-15 |
| Copa de Rumania      | Steaua de Bucarest       | Rumania | 2014-15 |
| Liga I               | F. C. Viitorul Constanța | Rumania | 2016-17 |
| Supercopa de Rumania | F. C. Viitorul Constanța | Rumania | 2019    |